# 下奥尔斯巴赫
下奥尔斯巴赫（德語：Unterauersbach）是奥地利施泰尔马克州费尔德巴赫县的一个市镇。总面积7.89平方公里，总人口490人，人口密度62.1人/平方公里（2001年）。